# زیردریایی یو-۳۱۷
زیردریایی یو-۳۱۷ (به انگلیسی: German submarine U-317) یک زیردریایی آلمانی به‌طول ۶۷٫۱۰ متر (۲۲۰ فوت ۲ اینچ) بود. این زیردریایی در سال ۱۹۴۳ ساخته شد.